# Ravnice (Veliko Trgovišće)
Ravnice is een plaats in de gemeente Veliko Trgovišće in de Kroatische provincie Krapina-Zagorje. De plaats telt 333 inwoners (2001).